# Выча
Выча (болг. Въча) — река на Балканском полуострове.
Находится на юге Болгарии, протекает через Пазарджикскую, Пловдивскую и Смолянскую область. Берёт своё начало при слиянии рек Кричим и Широколышка (болг.). Впадает в реку Марица справа. Длина реки около 105 км. На реке были возведены две плотины — Кричим у одноимённого города и Вачу (образует водохранилище Выча (болг.)). Вода используется для орошения полей и хозяйственных нужд. В реке водятся следующие виды рыбы: голавль, усач, карп. На реке в 2004 году началось строительство ГЭС (болг.).